# Dunkerque-i szerződés
A dunkerque-i szerződést 1947-ben kötötte az Egyesült Királyság és Franciaország. Ez volt az első európai biztonsági paktum a második világháború után. A szerződés hat cikkből állt, és 50 évre szólt. A szerződés értelmében támadás esetén az államok katonai és egyéb támogatást és segítséget nyújtottak a megtámadott félnek. A szövegből az is kiderül, hogy elsősorban az esetleges német agresszió ellen irányult, és francia ösztönzésre született, mert ebben az időben Franciaországot nagyon sebezhetőnek vélték. A szerződés közvetlen előzménye az ambiciózusabb brüsszeli szerződésnek (1948).